# ÖHB-Cup der Männer 2022/23
Der ÖHB-Cup 2022/23 ist die 36. Austragung des Handballcupwettbewerbs der Herren.

## Hauptrunden

### 1. Runde
| Datum, Uhrzeit          | Heimmannschaft                                       | Ergebnis          | Gastmannschaft                                            |
| ----------------------- | ---------------------------------------------------- | ----------------- | --------------------------------------------------------- |
| 3. Nov. 2022, 17:30 Uhr | UHC Graz (LL) 3 Hinterreiter, Schwarz-Gsaxner        | 11 : 42 (4 : 22)  | HSG Graz (1L) 6 Edegger, Damjanoski                       |
| 4. Nov. 2022, 20:15 Uhr | HC Lustenau (LL) 7 Diex                              | 35 : 23 (20 : 12) | Bregenz Handball 2 (2L) 7 Cirit                           |
| 5. Nov. 2022, 16:00 Uhr | UHC Absam (LL) 8 Fuschelberger                       | 28 : 37 (15 : 15) | Spiders Wels (2L) 10 Petrisic                             |
| 5. Nov. 2022, 17:00 Uhr | Sportunion EDELWEISS Linz (LL) 8 Rados               | 36 : 24 (18 : 14) | Handball Tirol FT (2L) 9 Gassner                          |
| 5. Nov. 2022, 18:00 Uhr | UHC Tulln (LL) 6 Schmied, Matijevic                  | 21 : 38 (9 : 15)  | HIB Graz (2L) 7 Zangl                                     |
| 5. Nov. 2022, 18:00 Uhr | SG Voitsberg/Bärnbach/Köflach (LL) 7 Cosic           | 28 : 35 (13 : 18) | WAT Atzgersdorf (2L) 9 Falthansl-Scheinecker              |
| 5. Nov. 2022, 18:00 Uhr | SVVW Klagenfurt (LL) 8 Salbrechter                   | 26 : 31 (14 : 23) | SC Ferlach (1L) 7 Ploner, Milićević                       |
| 5. Nov. 2022, 18:00 Uhr | Union Sparkasse Horn (LL) 4 Demovic, Steinhauser     | 23 : 35 (12 : 21) | BT Füchse (1L) 8 Kuhn, Wulz                               |
| 5. Nov. 2022, 18:15 Uhr | SK Keplinger-Traun (LL) 10 Preinfalk                 | 33 : 34 (18 : 16) | HcB Lauterach (2L) 10 Büchele                             |
| 5. Nov. 2022, 19:00 Uhr | Perchtoldsdorf Devils (LL) 4 Göller                  | 20 : 39 (6 : 15)  | HSG Bärnbach/Köflach (1L) 11 Langmann                     |
| 6. Nov. 2022, 15:00 Uhr | WAT Fünfhaus Handball (LL) 3 Echsler                 | 20 : 37 (12 : 16) | Handballclub Fivers Margareten 2 (2L) 7 Mirjanic          |
| 6. Nov. 2022, 15:45 Uhr | HC Hohenems (LL) 11 Jenni                            | 32 : 27 (14 : 14) | SG HC LINZ AG / EDELWEISS FT (2L) 8 Mitterrutzner, Spandl |
| 6. Nov. 2022, 16:00 Uhr | Handball Tirol 2 (2L) 8 Lechleitner                  | 32 : 16 (16 : 8)  | UHC Salzburg (2L) 6 Aufhauser                             |
| 6. Nov. 2022, 16:30 Uhr | Handballclub Fivers Margareten ML (LL) 8 Wöss, Mikic | 36 : 37 (20 : 18) | Union Korneuburg (2L) 9 Rattensperger                     |
| 6. Nov. 2022, 18:00 Uhr | Post SV Wien (LL) 3 Oreschnik, Paha, Giez            | 14 : 34 (9 : 17)  | UHC Hollabrunn (2L) 7 Irlacher                            |

### 2. Runde
| Datum, Uhrzeit          | Heimmannschaft                                                                   | Ergebnis          | Gastmannschaft                                |
| ----------------------- | -------------------------------------------------------------------------------- | ----------------- | --------------------------------------------- |
| 4. Dez. 2022, 17:00 Uhr | HC Hohenems (LL) 5 Brosi                                                         | 23 : 35 (10 : 23) | BT Füchse (1L) 10 Kuhn                        |
| 7. Dez. 2022, 16:30 Uhr | Brixton Fire Krems Langenlois (2L) 9 Hellerschmid                                | 37 : 41 (16 : 18) | HSG Graz (1L) 9 Offner                        |
| 7. Dez. 2022, 19:00 Uhr | HIB Graz (2L) 8 Mavric                                                           | 25 : 32 (10 : 15) | HSG Bärnbach/Köflach (1L) 13 Djurdjevič       |
| 7. Dez. 2022, 19:00 Uhr | Spiders Wels (2L) 7 Kiss                                                         | 25 : 35 (9 : 16)  | Handballclub Fivers Margareten 2 (2L) 8 Breit |
| 7. Dez. 2022, 19:00 Uhr | Handball Sportunion Leoben (2L) 4 Kunst, D. Stolz, P. Stolz, Kováčech, Schweiger | 29 : 44 (13 : 23) | SG Handball Westwien (1L) 10 Jelinek          |
| 7. Dez. 2022, 19:30 Uhr | Union St. Pölten (2L) 8 Posset                                                   | 28 : 34 (12 : 20) | JAGS Vöslau (1L) 6 Steinhagen                 |
| 7. Dez. 2022, 20:00 Uhr | Sportunion EDELWEISS Linz (LL) 11 Rados                                          | 25 : 35 (13 : 19) | UHC Hollabrunn (2L) 7 Irlacher                |
| 7. Dez. 2022, 20:15 Uhr | HC Lustenau (LL) 5 König                                                         | 30 : 34 (15 : 18) | SC Ferlach (1L) 5 Rath, Ploner                |
| 8. Dez. 2022, 18:00 Uhr | Handball Tirol 2 (2L) 5 Ott, Kraus                                               | 35 : 10 (15 : 5)  | HcB Lauterach (2L) 3 Büchele                  |
| 8. Dez. 2022, 19:30 Uhr | Union Korneuburg (2L) 9 Schafler                                                 | 34 : 35 (15 : 16) | WAT Fünfhaus (2L) 10 Jochmann                 |
| 8. Dez. 2022, 20:00 Uhr | WAT Atzgersdorf (2L) 7 Falthansl-Scheinecker                                     | 28 : 39 (14 : 17) | Handball Tirol (1L) 8 Prader                  |

### Achtelfinale
| Datum, Uhrzeit           | Heimmannschaft                                 | Ergebnis          | Gastmannschaft                         |
| ------------------------ | ---------------------------------------------- | ----------------- | -------------------------------------- |
| 27. Jan. 2023, 19:00 Uhr | WAT Fünfhaus (2L) 8 Lampert                    | 27 : 32 (12 : 17) | UHK Krems (1L) 8 Pratschner            |
| 28. Jan. 2023, 17:00 Uhr | Handballclub Fivers Margareten 2 (2L) 5 Weiser | 27 : 35 (13 : 18) | Handball Tirol (1L) 7 Wanitschek       |
| 28. Jan. 2023, 17:00 Uhr | Handball Tirol 2 (2L) 4 Lamesic                | 17 : 29 (8 : 11)  | HSG Bärnbach/Köflach (1L) 6 Prakapenja |
| 28. Jan. 2023, 18:00 Uhr | SG Handball Westwien (1L) 7 Katic              | 40 : 29 (18 : 15) | HSG Graz (1L) 8 Albek, Beloš           |
| 28. Jan. 2023, 18:30 Uhr | Alpla HC Hard (1L) 8 Raschle                   | 30 : 26 (18 : 12) | JAGS Vöslau (1L) 5 Riedner             |
| 28. Jan. 2023, 18:30 Uhr | UHC Hollabrunn (2L) 7 Mitkov                   | 23 : 31 (15 : 14) | BT Füchse (1L) 6 Wulz, Neuhold         |
| 28. Jan. 2023, 19:00 Uhr | HC Linz AG (1L) 8 A. Hermann                   | 29 : 30 (19 : 18) | Bregenz Handball (1L) 10 Kotar         |
| 28. Jan. 2023, 19:30 Uhr | Handballclub Fivers Margareten (1L) 7 Haunold  | 32 : 27 (15 : 12) | SC Ferlach (1L) 9 Milicevic            |

### Viertelfinale
| Datum, Uhrzeit          | Heimmannschaft                     | Ergebnis          | Gastmannschaft                                            |
| ----------------------- | ---------------------------------- | ----------------- | --------------------------------------------------------- |
| 4. März 2023, 18:30 Uhr | Alpla HC Hard (1L) 10 Nico Schnabl | 28 : 27 (10 : 14) | Handball Tirol (1L) 6 Igbinoba, Prader                    |
| 4. März 2023, 19:00 Uhr | HSG Bärnbach/Köflach (1L) 6 Dobric | 25 : 30 (13 : 16) | SG Handball Westwien (1L) 8 Lastro                        |
| 4. März 2023, 19:00 Uhr | UHK Krems (1L) 10 Pratschner       | 35 : 38 (16 : 21) | Handballclub Fivers Margareten (1L) 8 Damböck, Martinović |
| 4. März 2023, 19:00 Uhr | Bregenz Handball (1L) 7 Frühstück  | 31 : 36 (15 : 20) | BT Füchse (1L) 12 Breg                                    |

## Finalrunden
Die Endrunde, das Final Four, fand am 21. und 22. Mai 2023 im BSFZ Südstadt  statt.

### Halbfinale
| Datum, Uhrzeit           | Heimmannschaft                    | Ergebnis          | Gastmannschaft                                |
| ------------------------ | --------------------------------- | ----------------- | --------------------------------------------- |
| 21. Apr. 2023, 18:00 Uhr | SG Handball Westwien (1L) 7 Katic | 23 : 24 (11 : 13) | Alpla HC Hard (1L) 6 Schnabl                  |
| 21. Apr. 2023, 20:15 Uhr | BT Füchse (1L) 6 Seferović        | 28 : 27 (12 : 11) | Handballclub Fivers Margareten (1L) 6 Damböck |

### Finale
| Alpla HC Hard | Alpla HC Hard        | Alpla HC Hard | Alpla HC Hard | Alpla HC Hard | 33 (16) | - | 27 (15) | BT Füchse   | BT Füchse | BT Füchse  | BT Füchse            | BT Füchse    |
| ------------- | -------------------- | ------------- | ------------- | ------------- | ------- | - | ------- | ----------- | --------- | ---------- | -------------------- | ------------ |
| Rückennummer  | Spieler              | Gelbe Karte   |               | Rote Karte    | Tore    |   | Tore    | Gelbe Karte |           | Rote Karte | Spieler              | Rückennummer |
| 2             | Karolis Antanavičius |               | 1             |               | 1       |   | 0       |             |           |            | Thomas Nenadic       | 3            |
| 5             | Manuel Maier         |               |               |               | 0       |   | 0       |             |           |            | Alexander Lechner    | 11           |
| 6             | Dominik Schmid       |               | 1             |               | 5       |   | 1       |             |           |            | Thomas Kuhn          | 17           |
| 7             | Luca Raschle         |               |               |               | 4       |   | 0       |             |           |            | Adam Seferović       | 22           |
| 8             | Nikola Stevanovic    |               |               |               | 3       |   | 0       |             |           |            | Julian Mitterdorfer  | 24           |
| 13            | Frederic Wüstner     |               | 3             | 1             | 1       |   | 1       |             |           |            | Martin Breg          | 26           |
| 15            | Valentin Mischi      |               |               |               | 0       |   | 2       |             |           |            | Paul Wulz            | 29           |
| 16            | Emanuel Baldauf      |               |               |               | 0       |   | 0       |             |           |            | Urh Brana            | 31           |
| 18            | Paul Schwärzler      |               | 1             |               | 4       |   | 2       |             |           |            | Anže Ratajec         | 34           |
| 19            | Nico Schnabl         |               | 2             |               | 1       |   | 2       |             |           |            | Julian Schiffleitner | 42           |
| 28            | Srđan Predragović    |               |               |               | 1       |   | 4       |             |           |            | Patrick Prokop       | 45           |
| 29            | Lukas Schweighofer   |               |               |               | 5       |   | 2       |             | 1         |            | Thomas Tremmel       | 55           |
| 32            | Golub Doknić         |               |               |               | 0       |   | 0       |             |           |            | Luca Plassing        | 69           |
| 37            | Ivan Horvat          | 1             |               |               | 8       |   | 7       |             | 1         |            | Raul Santos          | 92           |
| 38            | Lennio Sgonc         |               |               |               | 0       |   | 5       |             | 1         |            | Christoph Neuhold    | 94           |
| 92            | Jadranko Stojanović  |               |               |               | 0       |   | 1       |             |           |            | Hazbulat Sabazgiraev | 95           |
| Trainer       | Hannes Jón Jónsson   |               |               |               |         |   |         |             |           |            | Benjamin Teraš       | Trainer      |

Schiedsrichter: Christoph Hurich & Denis Bolić